# Baranie rohy
Les Baranie rohy, culminant à 2 526 mètres d'altitude, sont un sommet de la chaîne des Hautes Tatras dans les Carpates occidentales de la Slovaquie.

## Histoire
La première ascension connue date de 1876 et fut réalisée par J. Stolarczyk, A. Wala, S. Tatar, W. Gąsienica et W. Ślimak.